# Reprezentacja popędu
Reprezentacja popędu – pojęcie zaczerpnięte z psychoanalizy.
Reprezentacja popędu składa się z dwóch części:
1. element jakościowy – reprezentacja wyobrażeniowa
2. element ilościowy – składowa afektywna

Pojęcie reprezentacja popędu jest często używane zamiennie z pojęciem reprezentacja wyobrażeniowa czy reprezentacja słowna. Elementem usuwanym ze świadomości w czasie procesu wyparcia jest właśnie reprezentacja wyobrażeniowa. Wówczas afekt powiązany z danym wyobrażeniem ulega przemieszczeniu na inne wyobrażenie.